# Rue du Marais (Bruxelles)
 (août 2025).
 (août 2025).
Pour les articles homonymes, voir Rue du Marais.

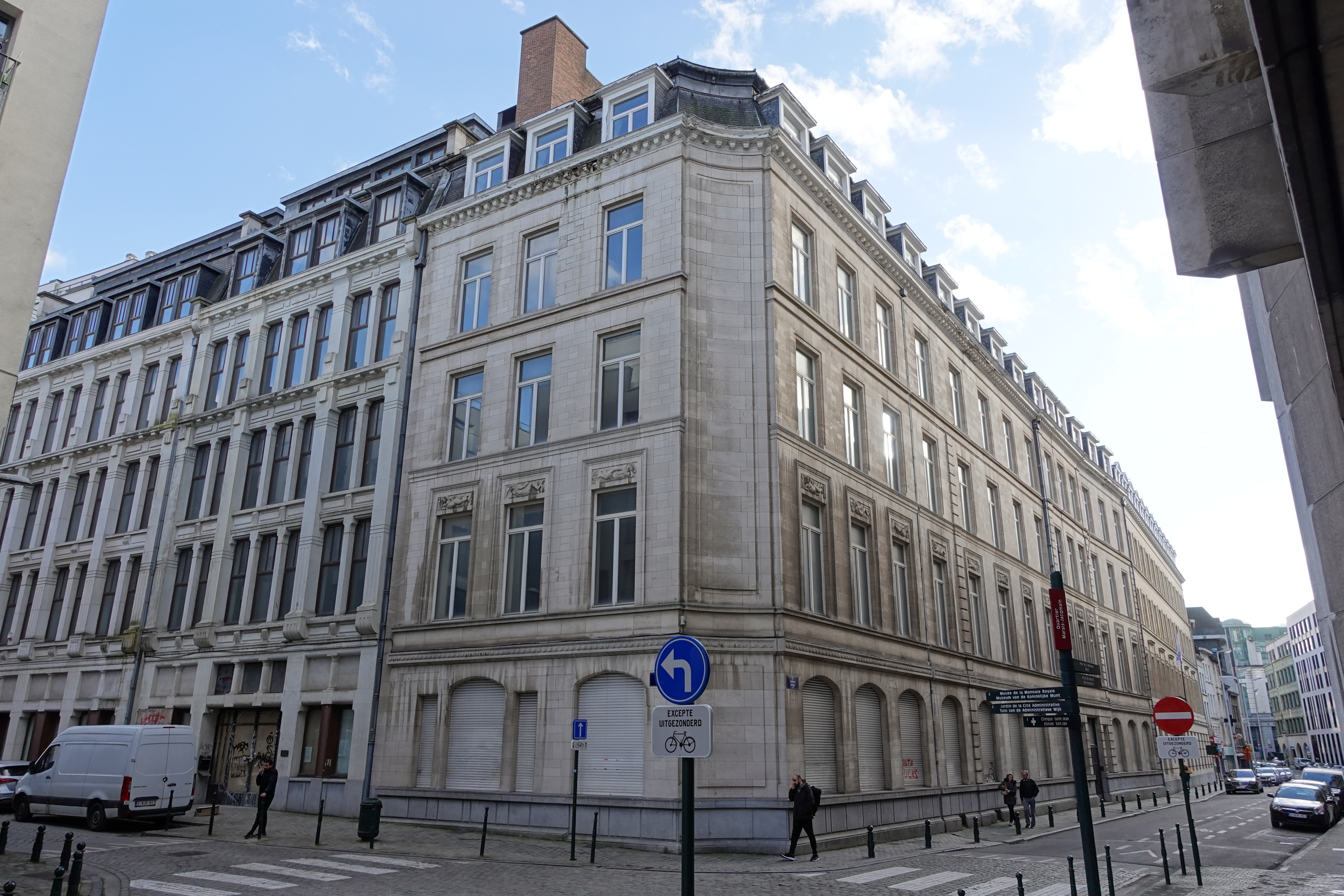
L'ancien immeuble de la Compagnie mutuelle de tramways à l'angle de la rue du Marais et de la rue des Sables.

La rue du Marais (en néerlandais : Broekstraat) est une artère de la Ville de Bruxelles qui va de la rue des Comédiens au boulevard du Jardin botanique.

## Historique
Au Moyen Âge, cette rue située sur le versant marécageux de la Senne portait déjà son nom actuel. Du XVIIIe siècle à 1853, son tronçon sud fut appelé « Gildenstraet » ou « Guldenstraet », c'est-à-dire « rue des Confréries », à cause de la proximité de l'Hôpital Saint-Laurent qui appartenait au Grand Serment. Cette appellation fut traduite erronément en français par « rue d'Or », le traducteur ayant confondu avec le mot néerlandais « gulden » qui signifie « en or ». On retrouve cette dénomination sur le célèbre plan de Bruxelles gravé par L.A. Dupuis en 1777, de même que l'appellation « rue du Meyboom » pour sa partie nord, à cause de la proximité de l'endroit où l'on plantait traditionnellement le Meyboom. En 1853, la ville rendit à l'artère son nom primitif.
Le tracé sinueux de cette artère, qui, contrairement à beaucoup d'autres rue bruxelloises, ne connut pratiquement aucune rectification, témoigne encore de son ancienneté. Au Moyen Âge, la rue du Marais, située entre la première enceinte et la seconde enceinte de Bruxelles était habitée par des maraîchers et conservait un caractère fort rural, comme en témoignent les quelques renseignements dont nous disposons à son sujet. En 1352, la ville fit aménager un abreuvoir au coin de la rue du Marais et de la rue de la Blanchisserie. En 1449, les habitants obtinrent de la ville une exemption au règlement communal interdisant de couvrir les maisons de chaume, faisant valoir qu'il serait très coûteux de couvrir de tuiles les nombreuses granges de la rue.
Au XIXe siècle, La disparition de la seconde enceinte et l'aménagement du boulevard du Jardin botanique entraîna une modification du quartier, qui prit un caractère résidentiel. On y construisit des Hôtels de maître pour la plupart en style néoclassique. Le milieu du XIXe siècle vit s'affirmer une vocation scolaire qui ne s'est jamais démentie depuis : construction de l'Institut Saint-Louis en 1858, d'une école moyenne communale pour filles en 1864 (actuel Athénée royal Gatti de Gamond), de l'Institut Bisschoffsheim en 1870 et enfin, en 1953, de l'école pour infirmières Saint-Pie X, actuellement Institut supérieur de soins infirmiers Galilée, fondée par l'hôpital Saint-Jean dont le complexe est également situé sur la rue du Marais, dans laquelle se situe son service d'urgences.
Depuis, elle abrite une série importante d'institutions d'enseignement – qui constituent la majorité de la rue –, dont les principaux bâtiments de l'UCLouvain Saint-Louis Bruxelles (n° 105-109, 119-121), et de sa consœur KU Leuven campus Brussel (n° 33), l'ISC Saint-Louis (n° 113), l'Institut supérieur de soins infirmiers Galilée, la haute école néerlandophone Odisee, au niveau secondaire : l'Institut secondaire Saint-Louis (n° 115-117), l'Institut Bisschoffsheim (n° 92-94), l'Athénée royal Gatti de Gamond (n° 59-65, 68-76), ainsi qu'une implantation de l'École Escale (organisée par les Cliniques universitaires Saint-Luc, installée dans les Cliniques Saint-Jean, au n° 118 de la rue).